# クロード・アトン
クロード・アトン（Claude Haton, 1535年 - 1605年以降）は、フランス・プロヴァンの主任司祭。存命中には無名だったが、膨大な『回顧録』の存在によって19世紀以降知られるようになった。

## 生涯
クロード・アトンは一介の地方司祭に過ぎず、その記録には乏しい。わずかに聖職の叙任式に関わる古文書類にその名を見出せるほかは、本人の『回顧録』や遺言書中の記述から推測するほかはない。
彼自身の記述に拠れば、父の名はピエール・アトンで、メル＝シュル＝セーヌ (Melz-sur-Seine) 出身の農民 (labrour) だったという。彼の回顧録には、弁護士ジャン・アトン、軍人エチエンヌ・アトンといったアトン姓を名乗る人物が登場するが、血縁関係は不明である。他方で、メル＝シュル＝セーヌのジルカン家 (Gilquin) とは何らかのつながり（おそらく婚姻関係）があったものと推測されている。
『回顧録』の末尾に添えられた1605年付の遺言書では、自身を満70歳としている。このことや、他のいくつかの記述から推測して、1535年の初頭に生まれたと推測されている。
その後、1548年2月25日にプロヴァンで剃髪式に臨んだことが、県立古文書館の記録で分かっている。同じく古記録によって、1555年5月30日にノートルダム・デュ・ヴァル教会で司祭に叙され、プロヴァンの礼拝堂付司祭となった。
なお、彼は1556年にフォンテーヌブローでアンリ2世によって行われた瘰癧治療のときを初めとして、度々宮廷にいたらしいことがうかがえる。しかし、その背景については分かっていない。
遺言書は回顧録の末尾に添えられているが、その日付は1605年1月18日金曜日となっている。このため、1605年以降に歿したと考えられている。

## 回顧録
『回顧録』は、3巻構成の手稿である。現存する唯一の手稿はフランス国立図書館に存在しているが、これは著者自身の手稿かは定かではなく、写本の可能性もある。また、いくつか聞き取った単語を写し間違えた可能性を指摘されている誤記があり、口述筆記の類でまとめられた可能性も指摘されている。

### 構成
第1巻は全62章で、フランソワ1世からアンリ2世について扱っていたはずである。ただし、現存する手稿は38章までと39章の冒頭が欠落している。その結果、1553年から1559年までが扱われている。第2巻は1560年から始まっているが、既にシャルル9世の治世の話になっており、フランソワ2世について扱われていたはずの手稿は失われている（第2巻では章立てが廃止されているため、分量は不明）。この巻は、シャルル9世の治世の終わり、つまり1574年まで扱われている。第3巻はアンリ3世の治世のうち、1582年までが扱われている。

### 内容
扱われている話題は、地元のささいなエピソードから、当時の政治情勢、文化面など多岐にわたる。16世紀後半のいわゆるユグノー戦争期のフランスの様子を伝える優れた同時代資料として評価されている。

### 公刊
1834年に王国図書館（現フランス国立図書館）に収蔵され、1857年にフェリックス・ブルクローの編集による2巻本として初めて公刊された。しかし、この版では、ローカルな話題や瑣末なエピソードがかなり省略されていた。
このため、2001年から2007年にかけて、フランス歴史科学研究委員会による4巻本の完全版が出版された。

### その他
本来の資料的価値とは直接関わるものではないが、『回顧録』は、実証的な立場からノストラダムス研究を行う論者たちからも重視されている。アトンは数箇所でノストラダムスの存命中の評判などを書きとめているためで、後世の伝説化された書き物の多さに比べて圧倒的に不足していた同時代の証言として、貴重なものとなっている。なお、公刊された文献でアトンの証言に最初に触れたのは、ピエール・ブランダムールである。